# Cromat
În chimie, cromații sunt sărurile care conțin anionul cromat, CrO2−
4, iar dicromații sunt sărurile care conțin anionul dicromat, Cr
2O2−
7. Ambii ioni sunt oxoanioni ai cromului cu starea de oxidare +6. Compușii sunt agenți oxidanți moderanți. În soluție apoasă, cei doi ioni sunt adesea inter-convertibili.

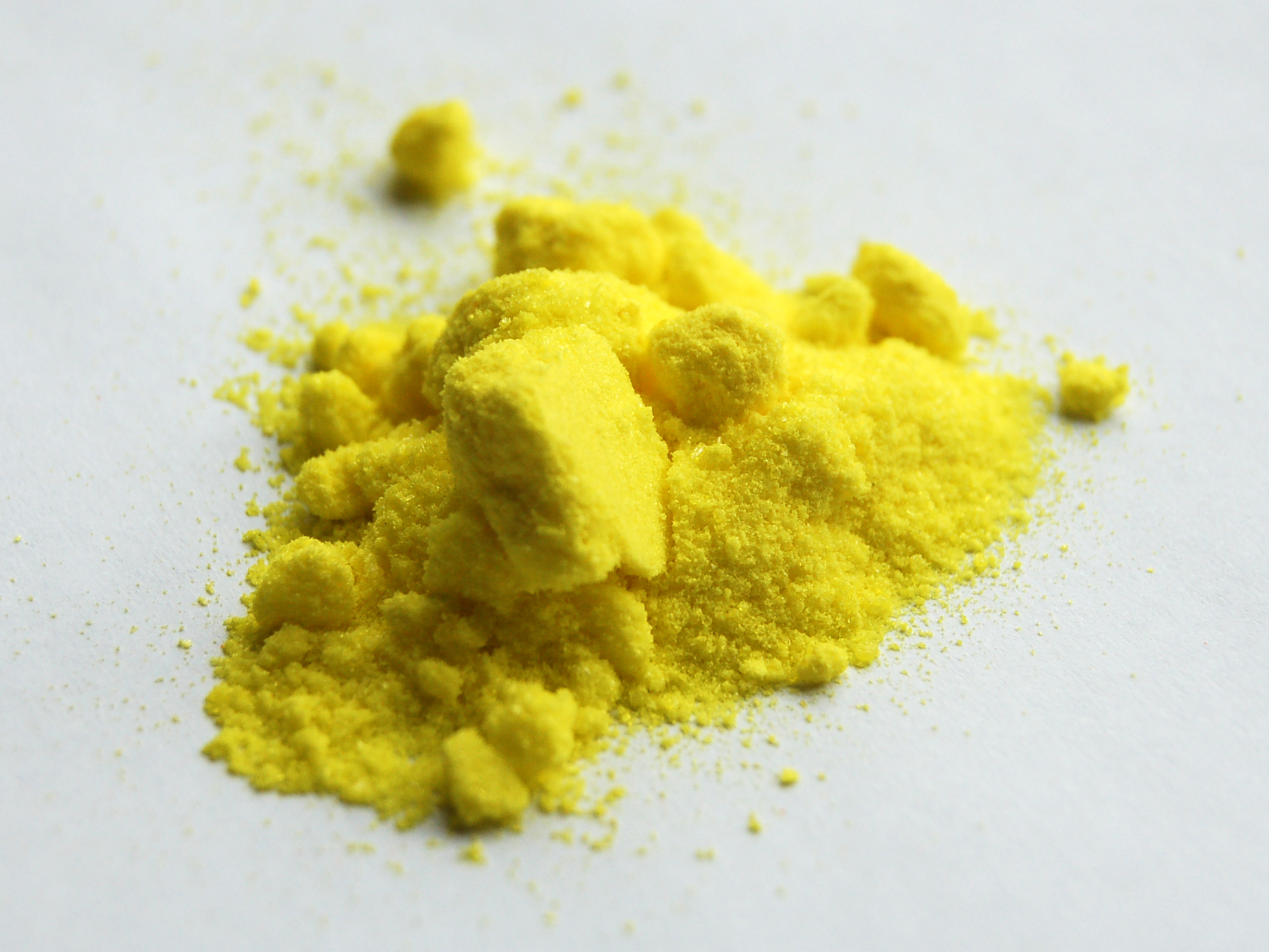
cromat de potasiu
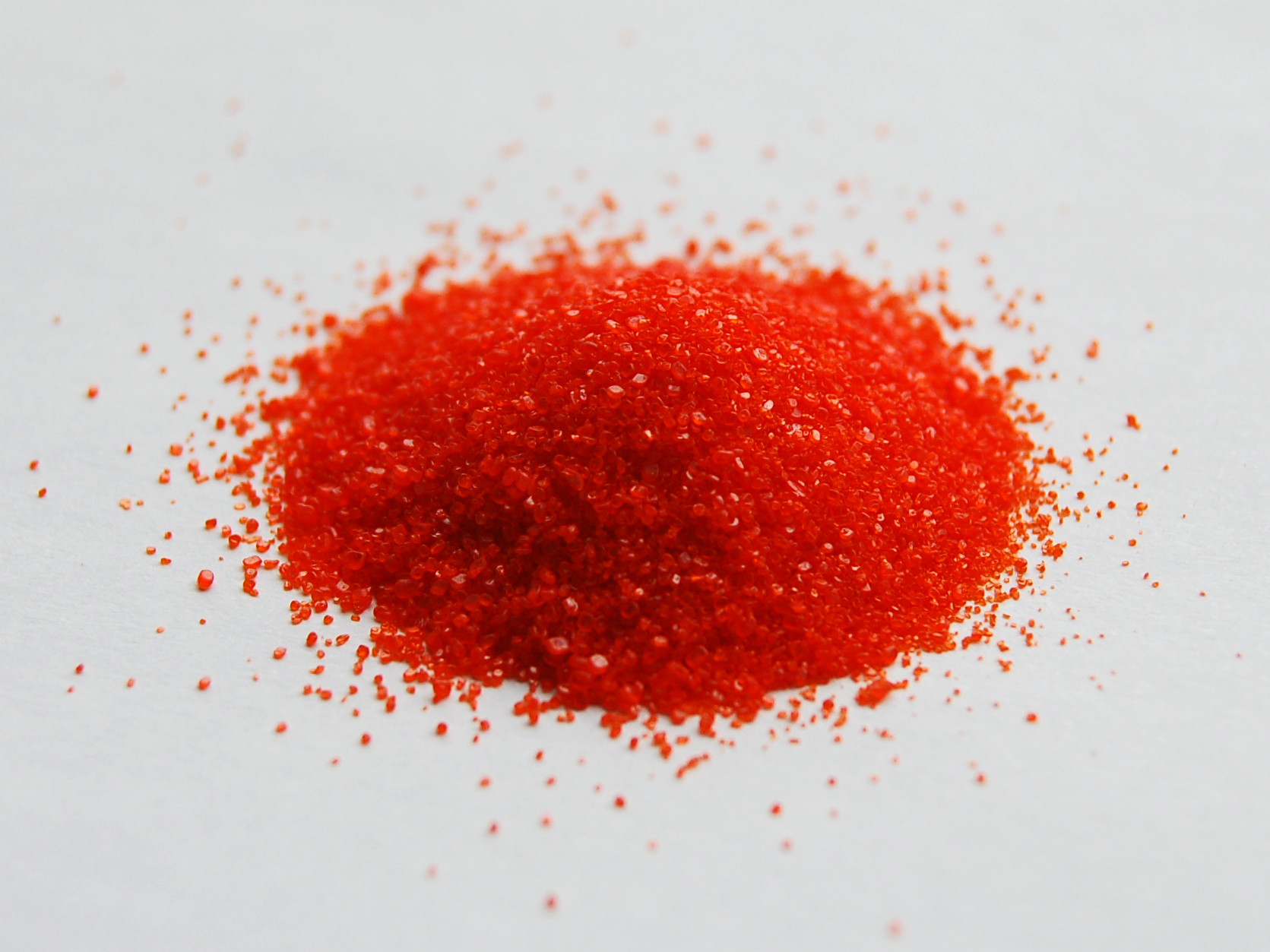
dicromat de potasiu

## Stare naturală și obținere
Principalului minereu de crom este oxidul metalic mixt denumit cromit, FeCr2O4, întâlnit sub formă de cristale sau granule negre metalice. Cromitul este încălzit cu un amestec de carbonat de calciu în prezența aerului. Cromul se oxidează în acest proces până la crom hexavalent, în timp ce fierul formează Oxid de fier (III), Fe2O3:
4 FeCr2O4 + 8 Na2CO3 + 7 O2 → 8 Na2CrO4 + 2 Fe2O3 + 8 CO2

## Proprietăți

### Proprietăți acido-bazice

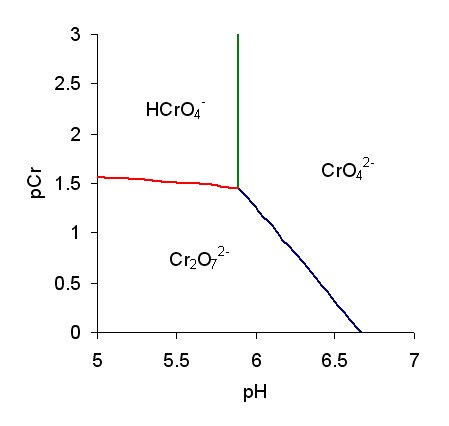
Diagramă ce indică comportarea ionilor în funcție de pH

În soluție apoasă, anionii cromat și dicromat coexistă în formă de echilibru chimic:
2 CrO2−
4 + 2 H+  Cr
2O2−
7 + H2O
Diagrama alăturată indică faptul că poziția acestui echilibru depinde în funcție de pH-ul și de concentrația a cromului. În soluțiile cu caracter alcalin, ionul cromat este predominant, iar în soluțiile acide, ionul dicromat este predominant.
Pot avea loc reacții suplimentare de condensare, în soluții puternic acide, cu formarea de ioni tricromat, Cr
3O2−
10, și tetracromat, Cr
4O2−
13. Toți poli-oxoanionii cromului (VI) au o structură tetraedrică, formată din unități de CrO4 cu colțuri comune.
Ionul hidrogenocromat (bicromat) este un acid slab, și se află de asemenea în echilibru cu ionul dicromat:
HCrO−
4  CrO2−
4 + H+;      pKa ≈ 5.9
2 HCrO−
4  Cr
2O2−
7 + H2O

## Structură
|                                                |                                                |                                      |                                      |
| Structura tetraedrică a ionului cromat, CrO42− | Structura tetraedrică a ionului cromat, CrO42− | Structura ionului dricromat, Cr2O72− | Structura ionului dricromat, Cr2O72− |